# Noitibó-dourado
Noitibó-dourado (Caprimulgus eximius) é uma espécie de noitibó da família Caprimulgidae.
Pode ser encontrada nos seguintes países: Chade, Mali, Mauritânia, Níger, Nigéria, Senegal e Sudão.